# Arvydas Mišeikis
Arvydas Mišeikis est un joueur lituanien de volley-ball né le 17 septembre 1987 à Šiauliai (Apskritis de Šiauliai). Il mesure 2,00 m et joue au poste d'attaquant. Il concourt également sur le FIVB Beach Volley World Tour avec son compatriote Arunas Kirsnys.
En août 2012, après avoir été dans un premier temps recruté par le Poitiers Volley, il signe un contrat de deux ans avec le club de l'Avignon Volley-Ball à la suite de la liquidation judiciaire de Poitiers.
Mišeikis achève sa première saison en ligue A sur une deuxième place au classement des meilleurs attaquants derrière Guillermo Falasca. En mai 2013, il quitte Avignon, relégué en ligue B, pour le Rennes Volley 35.

## Clubs
| Club                  | Pays     | De        | À         |
| --------------------- | -------- | --------- | --------- |
| Elga Startas Šiauliai | Lituanie | 2003-2004 | 2005-2006 |
| APOEL Nicosie         | Chypre   | 2006-2007 | 2006-2007 |
| VC Argex Duvel Puurs  | Belgique | 2007-2008 | 2007-2008 |
| CVM Tomis Constanța   | Roumanie | 2008-2009 | 2008-2009 |
| Marcegaglia Ravenna   | Italie   | 2009-2010 | 2009-2010 |
| CVM Tomis Constanța   | Roumanie | 2010-2011 | 2010-2011 |
| Hypo Tirol Innsbrück  | Autriche | 2011-2012 | 2011-2012 |
| Avignon Volley-Ball   | France   | 2012-2013 | 2012-2013 |
| Rennes Volley 35      | France   | 2013-2014 | 2013-2014 |

## Palmarès
- Champion d'Autriche
  - Vainqueur : 2012
- Champion de Roumanie
  - Vainqueur : 2009
- Coupe de Roumanie
  - Vainqueur : 2009
- Challenge Cup masculine
  - 3ème place : 2009

## Distinctions individuelles
- Meilleur attaquant du Championnat de Lituanie de volley-ball masculin 2006